# Pudong
Pudong je okrožje v Šanghaju, ki leži vzhodno od reke Huangpu, ki teče skozi osrednji Šanghaj. Ime Pudong se je prvotno uporabljalo za vzhodni breg reke Huangpu, neposredno nasproti zahodnega brega ali Pušija, zgodovinskega mestnega središča. Danes se nanaša na širše novo območje Pudong, novo območje na državni ravni, ki se razteza vse do Vzhodnokitajskega morja.
Tradicionalno območje Pudong je zdaj dom finančne in trgovinske cone Ludžjadzui, Šanghajske borze in številnih najbolj znanih šanghajskih stavb, kot so stolp Oriental Pearl, Jin Mao Tower, svetovni finančni center, Šanghaj in Šanghajski stolp. Ti sodobni nebotičniki so neposredno obrnjeni proti Pušijevemu zgodovinskemu Bundu, ostanku nekdanjih tujih koncesij na Kitajskem. Preostanek novega območja vključuje Pristanišče Šanghaj, razstavni center Šanghaj Expo in park stoletja, visokotehnološki park Džangdžjang, mednarodno letališče Shanghai Pudong, naravni rezervat mokrišča Džjuduanša, novo mesto Nanhui in letovišče Shanghai Disney.

## Zgodovina
Pudong – dobesedno »vzhodni breg reke Huangpu« – se je prvotno nanašal le na manj razvito zemljišče nasproti starega mestnega jedra Šanghaja in tujih koncesij. Območje je bilo večinoma kmetijsko in se je le počasi razvijalo, s skladišči in pomoli v bližini obale, ki so jih upravljala okrožja Puši na zahodnem bregu: Huangpu, Jangpu in Nanši. Pudong je bil prvotno ustanovljen kot okrožje leta 1958, do leta 1961 pa je bilo okrožje razdeljeno med okrožja Huangpu, Jangpu, Nanši, Vusong in Čuanša.
Premier Li Peng je 18. aprila 1990 napovedal politiko odpiranja in razvoja Pudonga. Na slovesnosti ob peti obletnici korporacije Shanghai Volkswagen je Li izjavil, da se »lahko na območju Pudonga izvajajo nekatere politike gospodarskih in tehnoloških con ter posebnih ekonomskih con«. Li je izjavil, da so bodoči vlagatelji iz Hongkonga, Makava in Tajvana dobrodošli in da bo Kitajska zagotovila preferenčne pogoje za sodelovanje in izboljšala naložbeno okolje. Ta dogodek se pogosto opisuje kot rojstni dan Pudonga. Kljub temu je bil razvoj na tem območju do konca leta 1990 počasen.
1. oktobra 1992 sta se prvotno območje Pudonga in okrožje Čuanša združila in ustanovila novo območje Pudong.
Leta 1993 je kitajska vlada v Čuanši ustanovila posebno ekonomsko cono, s čimer je nastalo novo območje Pudong. Deng Šjaoping je tri leta prej začel z njenim razvojem, da bi okrepil zaupanje v reforme in odpiranje. Opis Pudonga kot novega območja ga je ločil od obstoječih posebnih ekonomskih con. Imel je še bolj odprte politike kot obstoječe posebne ekonomske cone, kar zadeva privabljanje neposrednih tujih naložb in razvoj lokalnega gospodarstva.
Zahodni vrh okrožja Pudong je bil imenovan za finančno in trgovinsko cono Ludžjadzui in je postal finančno središče sodobne Kitajske. Zgrajenih je bilo več znamenitih stavb, vključno z stolpom Oriental Pearl in izjemno visoko stavbo Jin Mao Tower (420,5 m), Šanghajskim svetovnim finančnim centrom (494 m) in Šanghajskim stolpom (632 m), prvim triom sosednjih izjemno visokih nebotičnikov na svetu. Te stavbe – vzdolž avenije Century Avenue in vidne iz zgodovinskega Bunda – zdaj tvorijo najpogostejšo silhueto Šanghaja.
V uradnih razpravah o urbanizaciji na Kitajskem velja Pudong za paradigmatičen primer pristopa k urbanizaciji iz 1990-ih.
6. maja 2009 je bilo razkrito, da je državni svet odobril predlog o združitvi okrožja Nanhui s Pudongom, ki bi obsegal večino vzhodnega Šanghaja. Leta 2010 je Pudong gostil glavna prizorišča Šanghaj Expo, katerega zemljišče je zdaj javni park.
Novo območje Pudong sestavljajo prvotno okrožje Pudong (severovzhodni del okrožja Šanghaj), okrožje Čuanša in okrožje Nanhui.

## Demografija
Pudong na zahodu omejuje reka Huangpu, na vzhodu pa Vzhodnokitajsko morje. Pudong se razlikuje od Pušija ("Zahodnega brega"), starejšega dela Šanghaja. Ima površino 1210,4 kvadratnih kilometrov in po popisu prebivalstva iz leta 2020 šteje 5.681.512 prebivalcev, kar predstavlja približno 22,8 odstotka Šanghaja in 1,85 milijona več kot leta 2010. Rast prebivalstva Pudonga je precej nad nacionalnim povprečjem, ker je priljubljena destinacija za priseljevanje. Popis prebivalstva iz leta 2020 kaže 8-odstotno povečanje v zadnjem desetletju oziroma letno stopnjo 0,8 %.
Brez priseljencev je bila rodnost leta 2010 0,806 %, stopnja umrljivosti pa 0,729, kar pomeni neto rast 0,077 %. Skupna stopnja rodnosti je 1,03, kar je precej pod pragom obnavljanja prebivalstva. Okrožje ima dejansko negativno registrirano rast prebivalstva gospodinjstev, če izključimo priseljence, zato je rast zgolj posledica priseljevanja.
Popis prebivalstva iz leta 2020 kaže gostoto prebivalstva 3006/km2. Približno 3/4 prebivalstva živi v severnem delu in delu mestnega središča, imenovanem Severno ozemlje. 1/4 živi v Južnem ozemlju, ki je bilo okrožje Nanhui. Severno ozemlje ima gostoto prebivalstva 6667, Južno ozemlje pa 1732/km2. Predmestja so v letih 2000–2010 zabeležila večji porast prebivalstva s pomočjo mestne politike širitve predmestij. Nekatera okrožja v tradicionalnem mestnem središču so zabeležila upad prebivalstva.

## Gospodarstvo
Z združitvijo okrožja Nanhui maja 2009 se je obseg gospodarstva Pudonga povečal. Bruto domači proizvod okrožja v letu 2022 je znašal približno 1,601 bilijona kitajskih jenov (238 milijard ameriških dolarjev), pri čemer storitve predstavljajo 74,7 % gospodarske proizvodnje. BDP na prebivalca je znašal 281.180 kitajskih jenov, kar ustreza približno 41.755 ameriškim dolarjem po nominalni vrednosti in 68.647 ameriškim dolarjem po pariteti kupne moči.
Območje je razdeljeno na štiri različna gospodarska okrožja. Poleg trgovinske in finančne cone Ludžjadzui je tu še prostotrgovinska cona Vaigaočjao, največja prostotrgovinska cona na celinski Kitajski, ki obsega približno 10 kvadratnih kilometrov v severovzhodnem Pudongu. Izvozno predelovalna cona Džinčjao je še eno večje industrijsko območje v Pudongu, ki obsega 19 kvadratnih kilometrov. Visokotehnološki park Džangdžjang je posebno območje za tehnološko usmerjena podjetja.
Območje Pudong se še naprej hitro razvija, zlasti v komercialnem sektorju, saj je bilo leta 2008 dokončanih 1,3 milijona kvadratnih metrov vrhunskih pisarniških prostorov, kar je več kot v prejšnjih dveh letih skupaj. Pudong je pritegnil tudi znatne naložbe v osnovna sredstva in nepremičnine, saj je leta 2008 poročal o 87,268 milijarde RMB naložb v osnovna sredstva in 27,997 milijarde RMB naložb v nepremičnine.
Najnovejši Disneyjev park, vključno z Disneylandom, je v Pudongu in je bil za turiste odprt junija 2016.